# Мухе, Георг
Георг Мухе (нем. Georg Muche; 8 мая 1895, Кверфурт — 26 марта 1987, Линдау) — немецкий художник, архитектор и график.

## Жизнь и творчество
Ещё в юности, во время школьного обучения Георг Мухе серьёзно занимается живописью и графикой, копирует произведения известных мастеров. В возрасте 17 лет Мухе оставляет школу и берёт в Мюнхене частные уроки живописи. В 1914 году он приезжает в Берлин, где входит в группу художников, представлявших галерею Херварта Уолдена «Der Sturm». В 1916 году Уолден совместно с Максом Эрнстом организует для юного Мухе выставку из 22 его работ. Несмотря на отсутствие системного художественного образования, школа искусств при группе «Sturm» высоко оценивает талант Мухе и принимает его в сентябре 1916 преподавателем. В 1917 году он принимает участие в дальнейших выставках галереи «Sturm», наряду с Паулем Клее и Александром Архипенко.

В 1918 году художник призывается в германскую армию и участвует в последних сражениях Первой мировой войны, что делает его убеждённым пацифистом. После 1919 года Мухе живёт в Берлине; он становится членом левой Ноябрьской группы художников и участвует в её выставках в 1927—1929 годах. В 1920 году Мухе приглашается Вальтером Гропиусом в школу Баухаус в Веймар, где преподаёт ксилографию, а затем, в 1921—1927, руководит классом ткачества. В 1923 году он возглавляет комиссию по организации первой выставки «Баухауса». В 1925—1926 годах он, совместно с архитектором Рихардом Пауликом (нем.), проектирует «Стальной дом» (Stahlhaus) в Дессау.
В 1927 году художник возвращается в Берлин и до 1930 преподаёт там в частной школе Иоганнеса Иттена, с которым Мухе связывали давние дружеские и творческие узы. Кроме этого, Иттен и Мухе оба следовали учению ''маздазнан'' — основанного на зороастризме восточного культа. В 1931—1933 Георг Мухе — профессор живописи в Академии художеств Бреслау. После прихода в Германии к власти национал-социалистов работы художника были отнесены к произведениям дегенеративного искусства. Согласно декрету Геббельса от 30 июля 1937 года 13 полотен Мухе были конфискованы, и два из них выставлены в том же году на выставке «дегенеративного искусства» в Мюнхене.
До 1938 года Мухе работает преподавателем в школе «Искусство и труд» в Берлине, занимается настенной росписью. С 1939 года он в Крефельде, куда был приглашён Иттеном — в Высшую специальную школу текстильного мастерства. Здесь Мухе основывает и руководит классом по росписи тканей (вплоть до 1958 года). В 1960 художник переезжает в Линдау (на Боденском озере), где ведёт жизнь свободного художника и писателя.
В 1955 году Георг Мухе участвует в выставке современного искусства «documenta» I в Касселе. В 1979 году он был награждён премией Ловиса Коринта.

## Галерея
- Избранные работы Г. Мухе